# Igreja Católica no Azerbaijão
A Igreja Católica no Azerbaijão é parte da Igreja Católica universal, em comunhão com a liderança espiritual do Papa, em Roma, e da Santa Sé. O país é majoritariamente muçulmano, porém, em grande parte a adesão ao islã é apenas nominal, e os níveis de participação religiosa são baixos. Seguindo os padrões dos países de maioria muçulmana, a liberdade religiosa é amplamente limitada e monitorada pelo governo, e o proselitismo é vetado, mesmo para os estrangeiros. Contudo, no geral, a Igreja azerbaijana mantém boas relações com o governo e com outras religiões. Anualmente, o governo paga fundos aos grupos religiosos considerados "tradicionais", incluindo o catolicismo. Geralmente, os que enfrentam mais perseguição e pressão social pela adesão ao cristianismo são os azeris ex-muçulmanos. A lista de perseguição religiosa de 2023 da Fundação Portas Abertas classificou o Azerbaijão como o 59.º país que mais persegue os cristãos.

## História

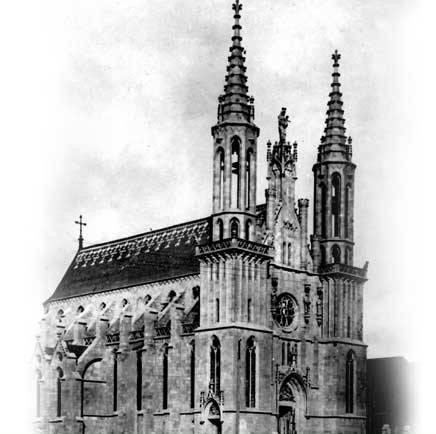
Catedral da Imaculada Conceição, presente em Baku até a década de 1930, e demolida pelas autoridades soviéticas.

O cristianismo chegou à região no século I, quando a região era governada pelo Reino da Albânia. A heresia nestoriana toma conta da Igreja local no século IV, porém, no século VII a região é tomada pelas invasões árabes, impondo o islã. Tensões entre os azeris muçulmanos e armênios cristãos passaram a ser rotina.
Em 1806, o Azerbaijão é invadido pelo Império Russo, dando fôlego à Igreja Ortodoxa Russa. Em 1920, o país passa a ser parte da União Soviética, sendo instituído o Estado ateu. Em 1930, a igreja da Imaculada Conceição existente no país foi totalmente demolida pelas autoridades soviéticas, e o padre Stefan Demurow foi provavelmente assassinado em um campo de concentração na Sibéria. O governo ateu comunista deixou marcas na sociedade azeri, pois, mesmo o islã sofre rígido controle do governo, e a maioria dos muçulmanos seguem as tradições islâmicas simplesmente como uma forma de cultura. Em 2008, uma pesquisa do Centro Gallup mostrou que apenas 21% da população do país considera a religião uma parte importante da vida diária. Isso torna o Azerbaijão o país de maioria muçulmana menos religioso do mundo. Em 1991, diversos russos deixam o país com a independência, enfraquecendo a ortodoxia. Após mais de 60 anos, sem que um sacerdote católico pudesse pisar em solo azeri, em 1997, o padre Jerzy Pilus funda uma nova comunidade católica no país, inicialmente formada por 30 pessoas, principalmente vindos da Polônia, Dinamarca e Inglaterra. Com sua chegada ao país, a comunidade conseguiu reunir pelo menos 20 catecúmenos, além de estrangeiros que viviam em Baku e passaram a frequentar as missas. O retorno dos católicos ao país contou com grande apoio e acolhimento dos ortodoxos, o maior grupo cristão do Azerbaijão, e que ainda hoje mantém boas relações. 

## Atualmente

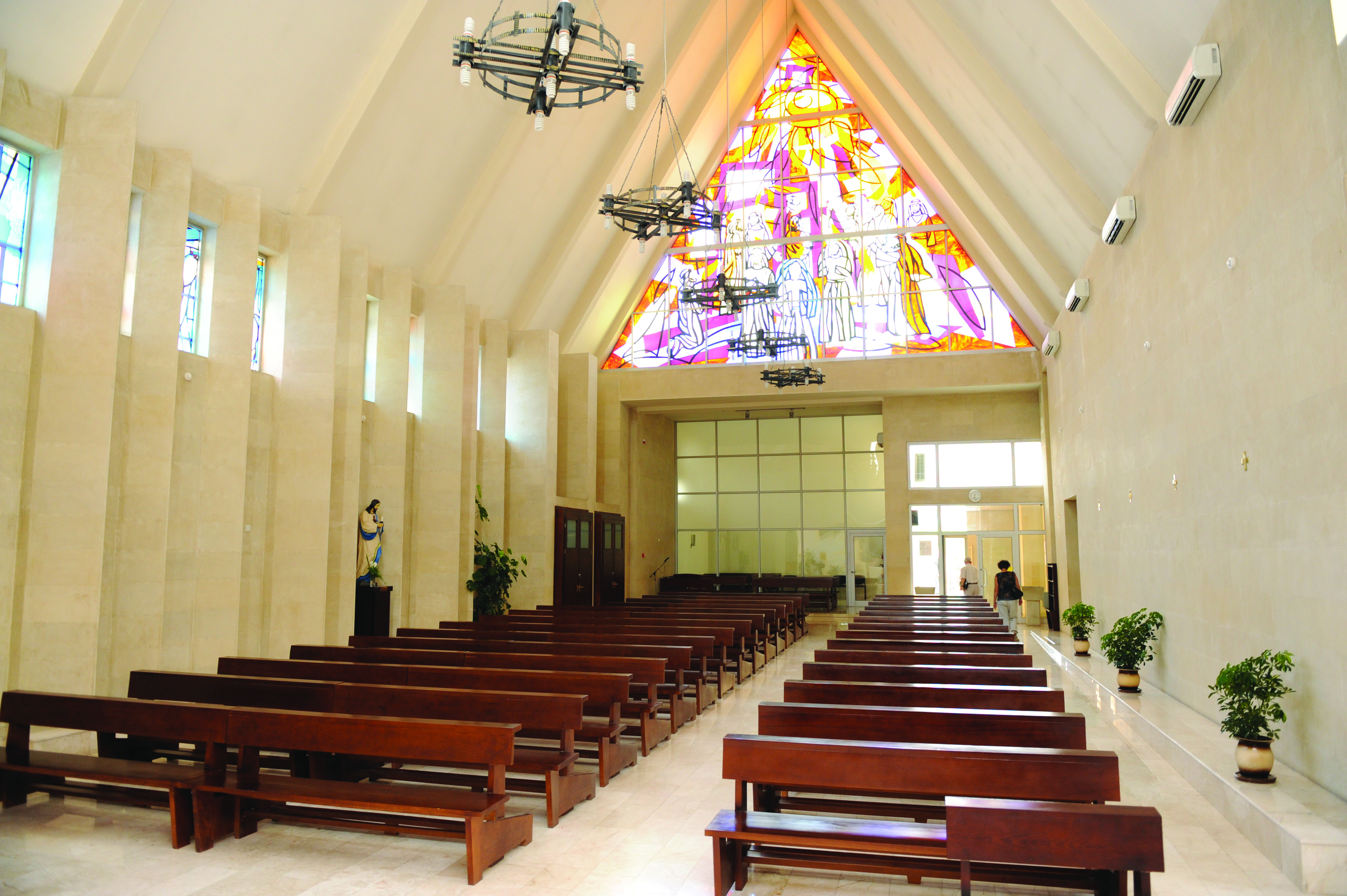
Nave da igreja da Imaculada Conceição.

Em 2000, a Igreja azerbaijana foi confiada aos salesianos da Eslováquia. Estatísticas de 2005 diziam que havia 150 católicos no Azerbaijão. Em 2008, a igreja demolida na era soviética é reinaugurada pelo Cardeal Tarcisio Bertone, que à época afirmou que "a abertura desta igreja é a prova do compromisso do Azerbaijão na promoção de uma verdadeira liberdade religiosa". A igreja foi reconstruída em um terreno que foi doado ao Papa João Paulo II. Líderes políticos e religiosos do país estiveram presentes na cerimônia de inauguração, além dos embaixadores da Polônia e da Itália no Azerbaijão. Bertone teve um encontro com o então primeiro-ministro azeri Artur Rasizade; e o cardeal frisou a importância de se manter relações "amigáveis e pacíficas" com os países do Cáucaso. No altar da igreja foram depositadas relíquias de São Bartolomeu; do bem-aventurado Nicola Charneckyi, mártir ucraniano durante o regime comunista; de Dom Bosco; Santa Maria Domenica Mazzarello e São Domingos Sávio. Em 31 de março de 2007, o então presidente polonês, Lech Kaczyński, realizava uma visita oficial ao Azerbaijão, doou um cálice, uma pátena e três sinos à paróquia azerbaijana.>
A Lei de Liberdade de Crença Religiosa, que havia sido aprovada em 2009, foi modificada em 2021, provocando indignação ao definir que líderes religiosos não islâmicos teriam que ser pré-aprovados pelo Comitê Estatal para o Trabalho com Associações Religiosas (CETAR), e os grupos que não respeitarem essa legislação terão suas atividades encerradas. Não está claro ainda como isto se aplicaria à Igreja Católica, porque há um acordo assinado entre o governo e a Santa Sé que garante à Igreja o direito de escolher seus líderes de forma independente. Outra alteração da legislação é a exigência de autorização do CETAR para realizar "eventos religiosos de massas" fora dos locais de culto aprovados pelo Estado. Isso pode causar problemas porque o número de participantes para se considerar um evento de massas não foi definido. O acordo entre a Santa Sé e o Azerbaijão consiste em assegurar a personalidade jurídica da Igreja Católica no país, o direito de professar a fé publicamente, e de a Igreja organizar sua própria hierarquia, dentre outros.
No conflito envolvendo a região de Artsakh, a Armênia acusa o governo azerbaijano de destruir, profanar e confiscar deliberadamente igrejas, santuários e artefatos culturais armênios. Em 1º de outubro de 2023, o Papa Francisco fez novo apelo à comunidade internacional pela paz entre a Armênia e o Azerbaijão, especialmente após o acirramento do conflito por ataques azeris contra a comunidade armênia. "Renovo o meu apelo ao diálogo entre o Azerbaijão e a Armênia, esperando que as conversas entre as partes, com o apoio da comunidade internacional, favoreçam um acordo duradouro que colocará fim à crise humanitária", afirmou o Santo Padre. Agências de notícias cristãs afirmam que a guerra entre Armênia e Azerbaijão pelo Artsakh tem claramente razões religiosas, e que o exército azeri tem como alvo principal os cristãos armênios. "Atualmente, os soldados azerbaijanos estão a realizar ações contra edifícios religiosos em Nagorno-Karabakh, apagando vestígios cristãos de cemitérios e vandalizando cruzes. O sentimento anticristão, que já estava presente, está a espalhar-se", relata o padre Pascal Gollnisch, diretor-geral da instituição de caridade católica francesa L’Œuvre d’Orient.

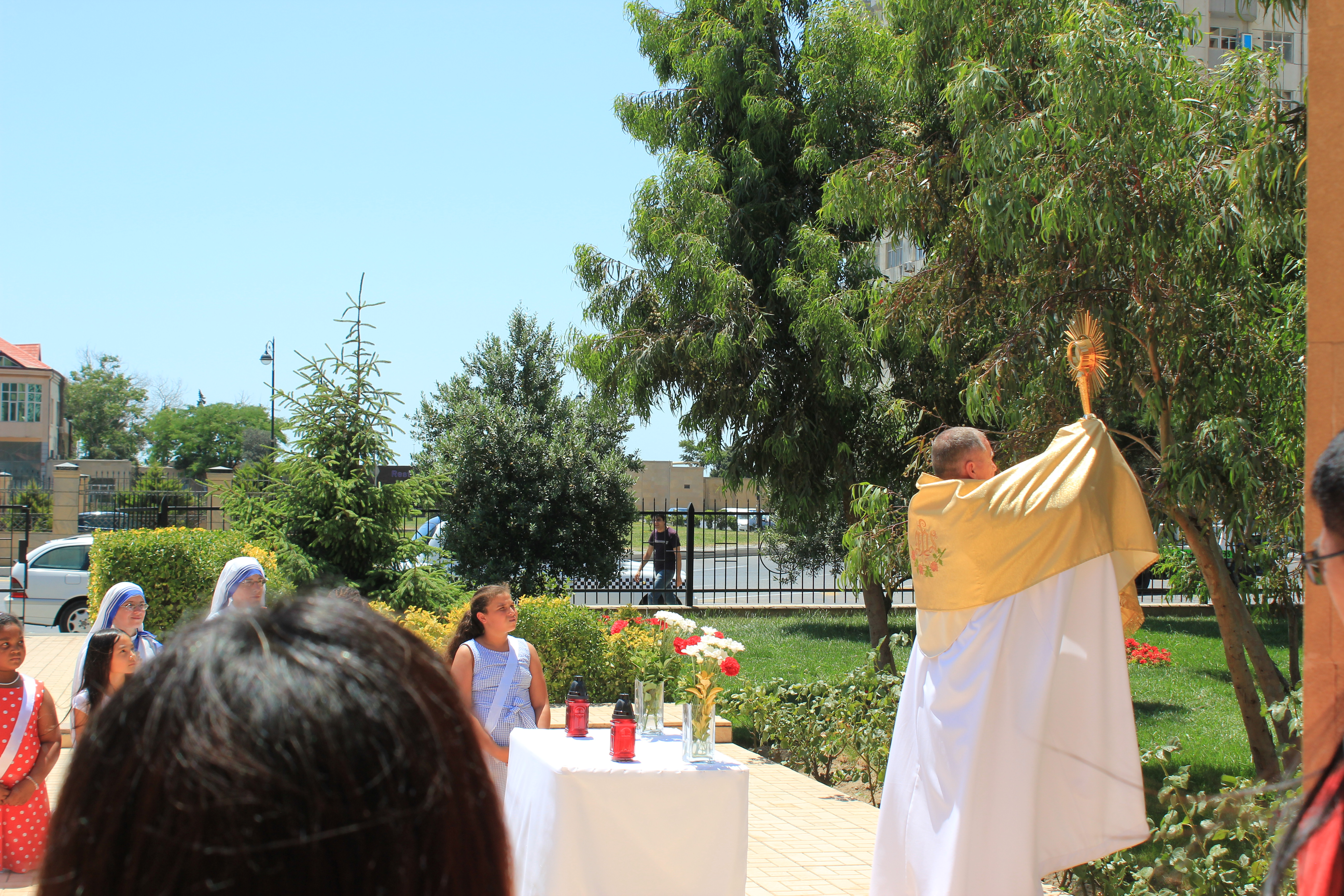
Celebração de Corpus Christi de 2019 na Paróquia Imaculada Conceição, em Baku.

Outra situação comum no país é o casamento forçado de mulheres azeris convertidas ao cristianismo com homens muçulmanos, ou também prisão domiciliar, ameaças, abuso verbal e físico. Há também relatos de homens duramente interrogados por familiares após sua conversão ou até por autoridades policiais.
Na visita que o Papa Francisco fez ao país em 2016, o Pontífice celebrou uma missa na igreja da Imaculada Conceição, onde fica localizado o centro salesiano. O Santo Padre afirmou sobre a pequena comunidade: "Sois um pequeno rebanho precioso aos olhos de Deus" e que "A igreja inteira, que sente por vós uma simpatia especial, os observa e os estimula". Estatísticas daquela época mostram que os católicos no país eram apenas 570, incluindo 200 azerbaijanos, segundo o próprio Vaticano. Os padres da paróquia eram sete.
Em outubro de 2022, a comunidade católica azeri recebeu a visita da imagem peregrina de Nossa Senhora de Fátima, após passar também pelas comunidades católicas da Geórgia e da Armênia. A peregrinação da imagem estava inicialmente prevista para 2019, mas foi adiada devido à pandemia de COVID-19.

## Organização territorial

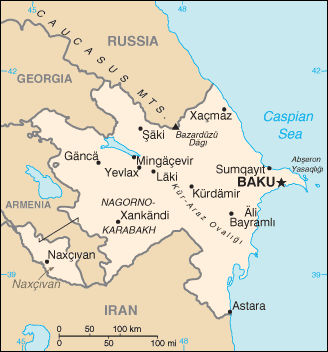
A Prefeitura Apostólica do Azerbaijão abrange todo o território azeri

O catolicismo está presente no país por meio da Prefeitura Apostólica do Azerbaijão, que abrange todo o seu território. O território azeri tem duas igrejas católicas: a Paróquia da Imaculada Conceição, tida como a pró-catedral e localizada em Baku, e onde são celebradas missas em inglês e russo, e a Paróquia Cristo Redentor, também localizada na capital do país, com missas celebradas em russo.

## Conferência Episcopal
O bispo do Azerbaijão faz parte da Conferência dos Bispos da Ásia Central, junto dos bispos do Afeganistão, Cazaquistão, Mongólia, Quirguistão, Tajiquistão, Turcomenistão e do Uzbequistão. O órgão foi criado em 8 de setembro de 2021.

## Nunciatura Apostólica
A Nunciatura Apostólica do Azerbaijão foi criada em 1994, e sua sede fica localizada em Tbilisi, capital da vizinha Geórgia. Azerbaijão e Santa Sé estabeleceram relações diplomáticas em 2011.

## Visitas papais
O país foi visitado por duas vezes por papas, sendo a primeira vez por São João Paulo II e uma vez pelo Papa Francisco. A primeira viagem foi feita entre os dias 22 e 23 de maio de 2002, e também incluiu a Bulgária. O Sumo Pontífice elogiou a convivência pacífica das religiões que convivem em território azerbaijano. Após essa visita, o catolicismo, até então totalmente desconhecido do povo azeri, ganhou reconhecimento do governo e do povo. O governo doou um terreno para a construção da igreja e contou inclusive com o patrocínio de empresários muçulmanos, que desejavam "que os católicos de Baku tenham o seu lugar para rezar". O padre eslovaco que organizou a vinda do Pontífice naquela época, Stefan Kormančik, disse que as relações com os muçulmanos são "ótimas", e que ele foi "convidado muitas vezes a participar das festividades islâmicas e, vice-versa, os muçulmanos participam das nossas".
| “ | Honra a vós, homens do Islão, presentes no Azerbaijão, por vos terdes aberto à hospitalidade, um valor tão querido à vossa religião e ao vosso povo, e por terdes aceite os crentes das outras religiões como vossos irmãos. Honra a vós, judeus, que aqui conservastes com coragem e constância os vossos antigos costumes de boa vizinhança, enriquecendo esta Terra com uma contribuição de grande valor e profundidade. Honra a vós, cristãos, que contribuístes de maneira insistente, sobretudo com a antiga igreja dos Albanos, para formar a identidade desta Terra. Honra particularmente a ti, Igreja ortodoxa, testemunha do Deus amigo dos homens e cântico elevado à sua beleza. Quando a fúria do ateísmo se desencadeou sobre esta região, tu ofereceste a hospitalidade aos filhos da Igreja católica, então desprovidos dos lugares de culto e dos pastores que lhes eram próprios, e puseste-los em comunicação com Cristo mediante a graça dos santos Sacramentos. Deus seja louvado por este testemunho de amor, que foi prestado pelas três grandes religiões! Possa ele crescer e ser confirmado, eliminando com o orvalho do afecto e da amizade qualquer resíduo dos focos de oposição! | ” |
|   | — Encontro com líderes políticos, religiosos e artistas, em Baku, no dia 22 de maio de 2002. |   |

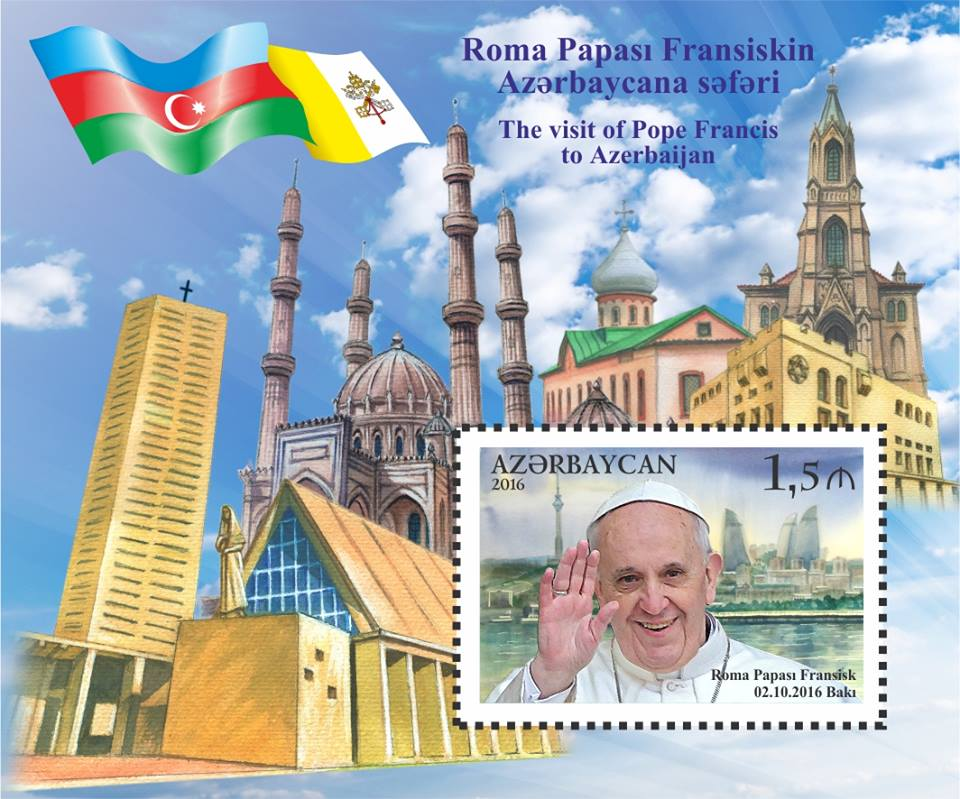
Selo comemorativo lançado para a viagem apostólica do Papa Francisco ao Azerbaijão.

A segunda viagem ocorreu em 2 de outubro de 2016, incluindo em seu roteiro também a Armênia. O Papa Francisco respondeu a perguntas de jornalistas, dentre elas destaca-se a resposta dada sobre a resolução do conflito entre armenos e azerbaijanos.
| “ | Creio que o único caminho seja o diálogo, o diálogo sincero, sem cartas escondidas, sincero, face a face. Negociações sinceras. E, se não é possível chegar a isto, é preciso ter a coragem de ir para um tribunal internacional, ir para Haia por exemplo, e submeter-se ao arbitrado internacional. Não vejo outro caminho. A alternativa é a guerra, e a guerra sempre destrói, com a guerra tudo está perdido! Além disso, para os cristãos, há a oração: rezar pela paz, para que os corações tomem esta via do diálogo, da negociação, ou se vá para um tribunal internacional. Mas não se podem manter problemas assim... Pensai que os três países caucásicos têm problemas: a própria Geórgia tem um problema com a Rússia, não é muito conhecido... mas tem um problema, que pode crescer... não se sabe; e a Arménia é um país sem fronteiras abertas, tem problemas com o Azerbaijão. Deve-se ir para o tribunal internacional, se não avançarem o diálogo e a negociação: não há outro caminho. E a oração, a oração pela paz. | ” |
|   | — Conversa do Papa Francisco com jornalistas em seu voo de retorno de Baku a Roma. |   |